# Levan (Albanien)

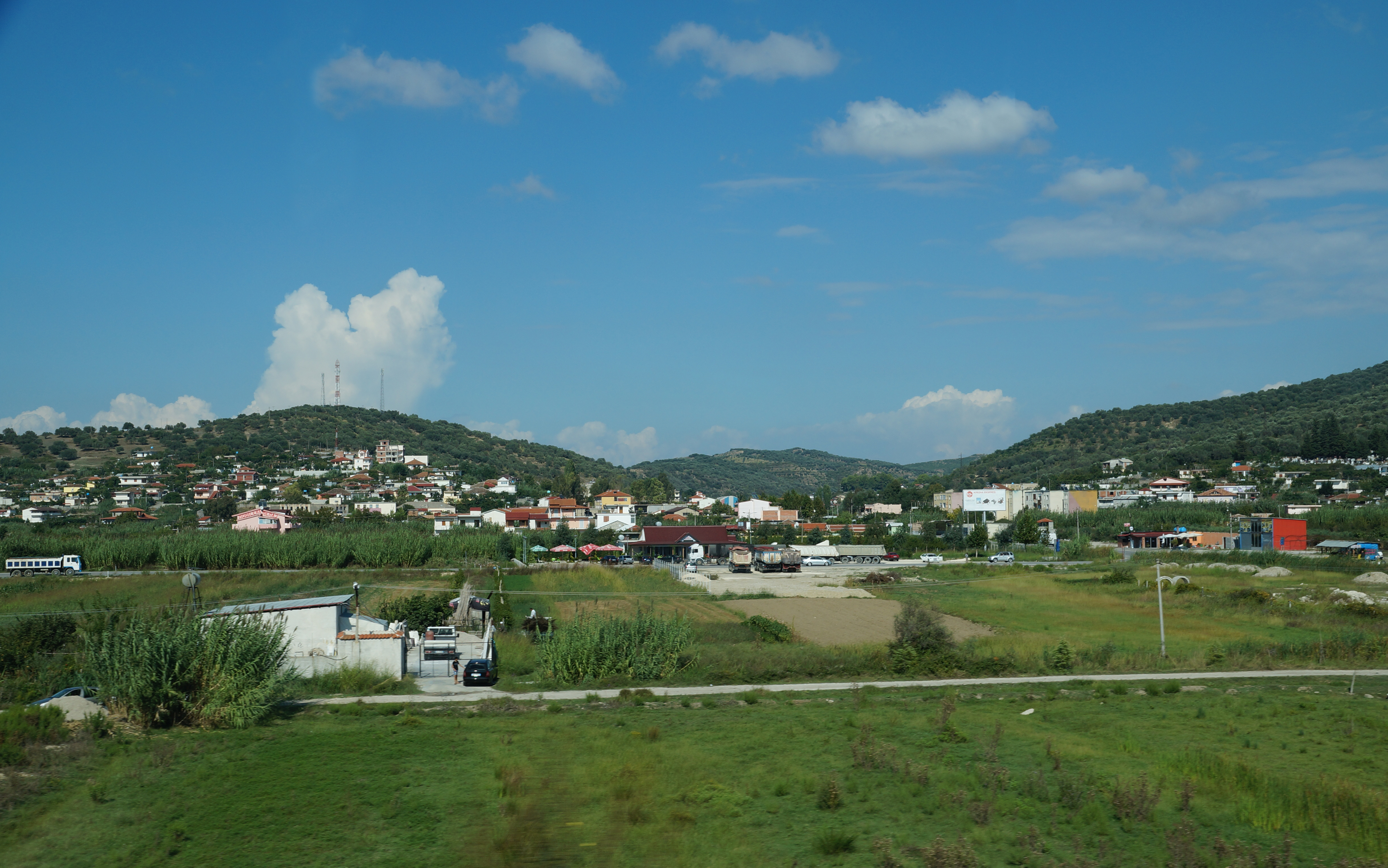
Das Dorf von Südwesten

Levan (albanisch auch Levani) ist ein Ort im Kreis Fier in Albanien rund sieben Kilometer südwestlich von Fier. Er bildet eine Njësia administrative (Verwaltungseinheit) innerhalb der Gemeinde Fier. Diese hat 6050 Einwohner (Volkszählung 2023).
Die ehemalige Gemeinde Levan, die 2015 in die Gemeinde Fier eingegliedert wurde, hatte im Jahr 2011 noch 8159 Einwohner, im Jahr 2001 wurden sogar 11.536 Einwohnern (2001) verzeichnet.
Levan liegt im Süden der großen Myzeqe-Ebene am Fuß einiger Ausläufer der Hügel der Mallakastra. Rund vier Kilometer weiter südlich fließt die Vjosa, der größte Fluss Südwestalbaniens. Die Gegend um Levan ist sehr von der Landwirtschaft geprägt: Nach Süden zum Fluss und nach Westen zum Adriatischen Meer erstrecken sich viele Hektar bebauter Landwirtschaftsflächen. Hauptsächliche Anbauprodukte sind Getreide, Mais, Kartoffeln, Tomaten und andere Gemüsesorten. Auch Trauben zur Weinherstellung werden vereinzelt kultiviert.
Das Dorf liegt an der Hauptverkehrsachse von Fier nach Vlora und Tepelena. Durch Levan führt die Nationalstraße SH8 und die Strecke Durrës–Rrogozhina–Fier–Vlora der Albanischen Eisenbahn (HSH). 2012 wurde zwischen Levan und Vlora die Autobahn A2 mit vier Fahrspuren und beidseitigen Pannenstreifen auf neuer Trasse eröffnet. Die Inbetriebnahme der Umfahrung Fier, die im weiten Bogen im Westen am antiken Apollonia vorbeiführt, im Sommer 2020 entlastet den Ort von einem Großteil des Durchgangsverkehrs. In Levan beginnt zudem die neue Trasse der wichtigen Nord-Süd-Achse SH4, die als Schnellstraße nach Tepelena führt. Die zweispurige Straße (inklusive beidseitigem Pannenstreifen) ersetzt die kurvenreiche Bergstrecke über Ballsh und verkürzt die Nord-Süd-Verbindung um 22 Kilometer.
Die Gemeinde (albanisch komuna) von Levan umfasste neben dem Hauptort noch zehn weitere Dörfer im Gebiet nördlich des Unterlaufs der Vjosa: Ferras, Peshtan i Madh, Peshtan i Vogël, Shtyllas, Bishan, Bashkim, Martina, Pishë Poro und Qar.